# Tržnice (Hradec Králové)
Tržnice v Hradci Králové je high-tech stavba z druhé poloviny 80. let 20. století. Nachází se na adrese Hořická 1640.

## Historie
Poté, co bylo v Hradci Králové diskutováno o možné asanci pražského předměstí, bylo rozhodnuto o zvolení prostoru u Blažíčkova náměstí k nové výstavbě. Volba padla na novou tržnici, neboť se staveb takového typu dlouhodobě krajskému městu nedostávalo. 
Projekt, který byl nakonec zrealizován, připravil Karel Schmied ze společnosti Stavoprojekt z Hradce Králového. Objekt, který byl rozčleněn do několika částí se čtyřúhelníkovým půdorysem, doplňovaly v rozích nápadné válcové věže, v jedné z nich je umístěno schodiště. Jednotlivé strany vyplňují okna. Tři nápadné části předurčovaly využití stavby: prodejní halu, skladiště a administrativní zázemí. Některé navazující části objektu nebyly nikdy postaveny (např. zastřešená část pro venkovní prodej). Objekt byl pojat ve stylu high-tech. Kladen byl důraz na jeho variabilnost a upravitelnost dle potřeby. Prodejní hala proto nebyla nikterak rozčleněna. 
Výstavba tržnice byla zahájena v roce 1983 a dokončena o čtyři roky později. Slavnostní otevření se konalo 11. srpna 1987. Objekt se nikdy nestal velkým nákupním centrem Hradce Králové; mimo jiné proto, že v jeho blízkosti vznikla nová občanská vybavenost v obdobné době a také proto, že kvůli politickým a společenským změnám v roce 1989 došlo k rychlým změnám nákupních zvyklostí obyvatel a tržnice již tomuto záměru neodpovídala. 
V 21. století objekt využívá obchod na prodej potřeb pro instalatérství. Bývá občas označován jako betonové monstrum.